# Danau Batur
Danau Batur är en sjö i Indonesien.   Den ligger i provinsen Provinsi Bali, i den sydvästra delen av landet, 1 000 km öster om huvudstaden Jakarta. Danau Batur ligger 1 033 meter över havet. Arean är 16,0 kvadratkilometer. Den ligger på ön Bali. I omgivningarna runt Danau Batur växer i huvudsak städsegrön lövskog. Den sträcker sig 7,1 kilometer i nord-sydlig riktning, och 5,2 kilometer i öst-västlig riktning.